# Раменье (Ёгонское сельское поселение)
Раменье — деревня в Весьегонском муниципальном округе Тверской области.

## География
Деревня находится в северо-восточной части Тверской области на расстоянии приблизительно 8 км на северо-запад по прямой от районного центра города Весьегонск.

## История
Дворов в деревне было 25(1859), 30 (1889), 45 (1931), 52(1963), 30 (1993). Центральная усадьба бывшего рыболовецкого колхоза «Рыбак»,. До 2019 года входила в состав Ёгонского сельского поселения до упразднения последнего.

## Население
Численность населения: 127 человек (1859),127(1859), 198 (1889), 214 (1931), 145(1963), 48(1993), 48 человек (русские 99 %) в 2002 году, 40 в 2010.